# Пиетрарубия
Пиетрару̀бия (на италиански: Pietrarubbia, на местен диалект Pietrarubia) е село и община в Централна Италия, провинция Пезаро и Урбино, регион Марке. Разположено е на 572 m надморска височина. Населението на общината е 711 души (към 2010 г.).